# 범죄와 비행
《범죄와 비행》(영어: Crimes and Misdemeanors)은 1989년에 개봉한 미국의 실존주의 코미디 드라마 영화이다. 우디 앨런이 감독, 각본, 주연을 맡았으며, 그 외에 앨런 알다, 마틴 랜다우, 미아 패로 등이 출연하였다. 흥행에는 실패했지만, 평론가들로부터 큰 호평을 받았다. 1990년 제62회 아카데미상에서 감독상, 남우 조연상, 각본상 등 총 3개 부문에 후보로 올랐다.

## 줄거리
이 이야기는 성공적이고 존경받는 안과 의사인 유다 로젠탈과 소규모 다큐멘터리 영화 제작자인 클리포드 스턴이라는 두 주요 인물을 따라간다.
유다는 상류층의 존경받는 가장으로, 항공 승무원 돌로레스 페일리와 불륜 관계를 맺고 있다. 유다가 결혼을 끝내지 않을 것이 분명해지자 돌로레스는 유다의 아내 미리암에게 불륜 사실을 폭로하겠다고 위협한다. 그녀는 또한 유다가 부유한 안과 의사가 되기 전에 했던 몇몇 의심스러운 금융 거래에 대해서도 알고 있었고, 이는 그의 스트레스를 가중시켰다. 그는 시력을 빠르게 잃고 있는 환자 벤, 한 랍비에게 털어놓는다. 벤은 유다와 그의 아내 사이에 솔직함과 정직을 조언하지만, 유다는 결혼 생활을 위태롭게 하고 싶지 않다. 절박한 유다는 갱스터인 그의 형 잭에게 도움을 청하고, 잭은 돌로레스를 죽이기 위해 청부 살인자를 고용한다. 그녀의 시신이 발견되기 전에 유다는 자신의 흔적을 지우기 위해 그녀의 아파트에서 편지 및 다른 물건들을 회수한다. 죄책감에 시달린 유다는 그가 거부했던 종교적 가르침으로 돌아가, 처음으로 공정한 하느님이 자신을 지켜보고 심판하고 있다고 믿는다.
한편, 클리프는 그의 오만한 처남이자 성공적인 텔레비전 제작자인 레스터에게 고용되어 레스터의 삶과 작품을 기리는 다큐멘터리를 제작하게 된다. 클리프는 그를 경멸하게 된다. 촬영 중에 대상을 조롱하면서 클리프는 레스터의 어소시에이트 프로듀서인 핼리 리드와 사랑에 빠진다. 레스터의 여동생 웬디와의 결혼 생활이 실패로 끝나가는 것에 낙담한 그는 핼리를 유혹하며, 유명한 철학자인 루이스 레비 교수와의 진행 중인 다큐멘터리에서 찍은 영상을 보여준다. 그는 핼리에게 레스터의 다큐멘터리를 단지 돈 때문에 찍는 것이며, 레비와의 더 의미 있는 프로젝트를 완성하기 위함이라는 것을 확실히 알린다.
클리프는 그의 철학적 견해와 삶에 대한 그의 찬양의 강점에 초점을 맞춘 다큐멘터리를 위해 프로파일링하고 있던 레비 교수가 자살했으며, "창문 밖으로 나갔다"는 짧은 쪽지 하나만 남겼다는 것을 알게 된다. 핼리가 그를 위로하기 위해 방문했을 때, 그는 그녀에게 추파를 던지지만 그녀는 부드럽게 거절하며 다른 로맨스를 할 준비가 되어 있지 않다고 말한다. 클리프가 레스터를 싫어하는 감정은 영화의 첫 시사회에서 분명히 드러난다. 클리프는 악의적으로 영화를 편집하여 레스터의 영상과 발코니에서 군중에게 연설하는 베니토 무솔리니의 광대 같은 포즈를 병치시킨다. 또한 레스터가 직원들에게 소리 지르고 매력적인 젊은 여배우에게 서투르게 추파를 던지는 모습도 보여준다. 레스터는 그를 해고한다.
클리프의 부담을 가중시키는 것은 핼리가 프로듀서 직책을 위해 런던으로 떠난다는 것이다. 몇 달 후 그녀가 돌아왔을 때, 클리프는 그녀와 레스터가 약혼했다는 사실을 알고 경악한다. 레스터가 런던에서 핼리를 우연히 만났을 때 며칠 동안 "쉬지 않고" 흰 장미를 보냈다는 말을 듣고 클리프는 핼리가 레스터에게 반했다는 것이 자신의 "최악의 두려움이 현실이 되었다"고 느끼며 낙담한다. 핼리를 향한 그의 마지막 로맨틱한 몸짓은 더블린에 대한 언급을 포함하여 대부분 표절한 제임스 조이스의 연애 편지였다.
유다와 클리프는 클리프의 처남이자 유다의 환자인 벤 랍비의 딸 결혼식에서 우연히 만난다. 유다는 죄책감을 극복하고 다시 삶을 즐기고 있었다. 살인은 전과가 있는 부랑자에게 덮어씌워졌다. 그는 클리프를 자신의 도덕적 딜레마를 기반으로 한 가상 토론으로 끌어들인다. 유다는 시간이 지나면 어떤 위기도 지나갈 것이라고 말하지만, 클리프는 “양심에 그런 것을 안고 살아갈 수 있는 사람은 거의 없을 것”이라고 우울하게 주장한다. 유다는 아내와 함께 즐거운 표정으로 결혼식장을 떠나고, 클리프는 홀로 앉아 실망한 채 남겨진다.
결혼식 파티는 계속된다. 이제 맹인이 된 벤 랍비는 딸과 함께 춤을 추고, 레비 교수의 목소리가 들려온다. 그는 우주가 어둡고 무관심한 곳이며 인간은 "미래 세대가 더 잘 이해할 것"이라는 희망으로 그곳을 사랑으로 채운다고 말한다.

## 출연진
- 앨런 알다 - 레스터 역
- 우디 앨런 - 클리프 스턴 역
- 마틴 랜다우 - 주다 로즌솔 역
- 미아 패로 - 핼리 리드 역
- 앤젤리카 휴스턴 - 덜로리스 페일리 역
- 제리 오바크 - 잭 로즌솔 역
- 샘 워터스턴 - 벤 역
- 조애나 글리슨 - 웬디 스턴 역
- 캐럴라인 에런 - 바버라 역
- 클레어 블룸 - 미리엄 로즌솔 역
- 제니 니컬스 - 제니 역
- 프랜시스 콘로이 - 집주인 역
- 노라 에프런 - 하객 역
- 대릴 해나 - 리사 역 (크레디트 미기재)